# Канавелич, Пётр
Пётр Канавелич (хорв. Petar Kanavelić, 1637—1719) — хорватский поэт.
Из его эпических произведений интересны: «Ivan Trogirski и kralj Koloman» (изд. 1858), из драматических — «Muka našego gospodina Isusa» (играна в Дубровнике в 1663). Кроме того, Канавеличем написано немало эпиграмм, сатир и духовных и светских песен (среди прочих и на освобождение Вены Собеским).